# 응우옌호아
응우옌호아(베트남어: Nguyên Hòa / 元和 원화 1533년 1월 ~ 1548년)는 베트남 후 레 왕조(後黎朝) 장종(莊宗) 레닌(黎寧)의 연호이다.
- 섭정 : 응우옌낌(阮淦) → 찐끼엠(鄭檢)
- 버우 주 군주 : 부반우옌(武文淵)

## 개원
- 막 왕조(莫朝) 다이찐(大正) 4년(1533년) 1월에 후 레 왕조 부흥 후, 연호를 응우옌호아(元和)로 개원함.[1]

- 응우옌호아(元和) 16년 1월 29일[2](율리우스력 1548년 3월 9일)에 연호를 투언빈(順平)으로 정하고, 다음 해 1월 1일[3](율리우스력 1549년 1월 29일)에 개원함.[1][4]

## 연대 대조표
| 응우옌호아 | 서기 (西紀) | 간지 (干支) | 막 왕조 연호               | 명나라 연호     |
| 원년       | 1533년      | 계사 (癸巳) | 다이찐(大正) 4년           | 가정(嘉靖) 12년 |
| 2년        | 1534년      | 갑오 (甲午) | 다이찐 5년                 | 가정 13년       |
| 3년        | 1535년      | 을미 (乙未) | 다이찐 6년                 | 가정 14년       |
| 4년        | 1536년      | 병신 (丙申) | 다이찐 7년                 | 가정 15년       |
| 5년        | 1537년      | 정유 (丁酉) | 다이찐 8년                 | 가정 16년       |
| 6년        | 1538년      | 무술 (戊戌) | 다이찐 9년                 | 가정 17년       |
| 7년        | 1539년      | 기해 (己亥) | 다이찐 10년                | 가정 18년       |
| 8년        | 1540년      | 경자 (庚子) | 다이찐 11년                | 가정 19년       |
| 9년        | 1541년      | 신축 (辛丑) | 꽝호아(廣和) 원년          | 가정 20년       |
| 10년       | 1542년      | 임인 (壬寅) | 꽝호아 2년                 | 가정 21년       |
| 응우옌호아 | 서기 (西紀) | 간지 (干支) | 막 왕조 연호               | 명나라 연호     |
| 11년       | 1543년      | 계묘 (癸卯) | 꽝호아(廣和) 3년           | 가정(嘉靖) 22년 |
| 12년       | 1544년      | 갑진 (甲辰) | 꽝호아 4년                 | 가정 23년       |
| 13년       | 1545년      | 을사 (乙巳) | 꽝호아 5년                 | 가정 24년       |
| 14년       | 1546년      | 병오 (丙午) | 꽝호아 6년                 | 가정 25년       |
| 15년       | 1547년      | 정미 (丁未) | 빈딘(永定) 원년            | 가정 26년       |
| 16년       | 1548년      | 무신 (戊申) | 빈딘 2년 까인릭(景曆) 원년 | 가정 27년       |

## 동시대 연호

### 베트남
막 왕조(莫朝)
- 다이찐(大正) (1530년 ~ 1540년)
- 꽝호아(廣和) (1541년 ~ 1546년)
- 빈딘(永定) (1547년 ~ 1548년)
- 까인릭(景曆) (1548년 ~ 1555년)

기타
- 레히엔(黎憲) 꽝찌에우(光照) (1533년 ~ 1536년)

### 중국
명(明)
- 가정(嘉靖) (1522년 ~ 1566년)

기타
- 전빈(田斌) 천연(天淵) (1546년)

### 일본
- 덴분(天文) (1532년 ~ 1555년)

## 같이 보기
- 다른 왕조의 같은 연호
  - 후한(後漢) 원화(元和, 84년 ~ 87년)
  - 당(唐) 원화(元和, 806년 ~ 821년)
  - 일본(日本) 겐나(元和, 1615년 ~ 1624년)

- 베트남의 연호